# Rambert Dumarest
Pour les articles homonymes, voir Dumarest.
 (août 2017).
Rambert Dumarest, né à Saint-Étienne le 17 septembre 1750 et mort le 4 avril 1806 est un médailleur français.

## Biographie
Rambert Dumarest est le fils d'un arquebusier. D'abord dessinateur, il devient ciseleur sur armes à la Manufacture d'armes de Saint-Étienne ou il grave des gardes d'épée et des platines d'armes à feu. Il est également pendant deux ans graveur à la manufacture de Soho, en Angleterre. Il revient ensuite à Paris, où il se voue à la ciselure pour l'orfèvrerie et la bijouterie. Devient membre de l’Institut national des sciences et des arts le 26 janvier 1800.

## Œuvres
- Médaille représentant la tête de Jean-Jacques Rousseau (1795).
- Médaille de la Banque de France An VIII (1799-1800).
- Médaille du Sénat conservateur An VIII (1799-1800).
- Médaille de l'Institut national des sciences et des arts (Minerve)[2].

## Galerie

Œuvres de Rambert Dumarest
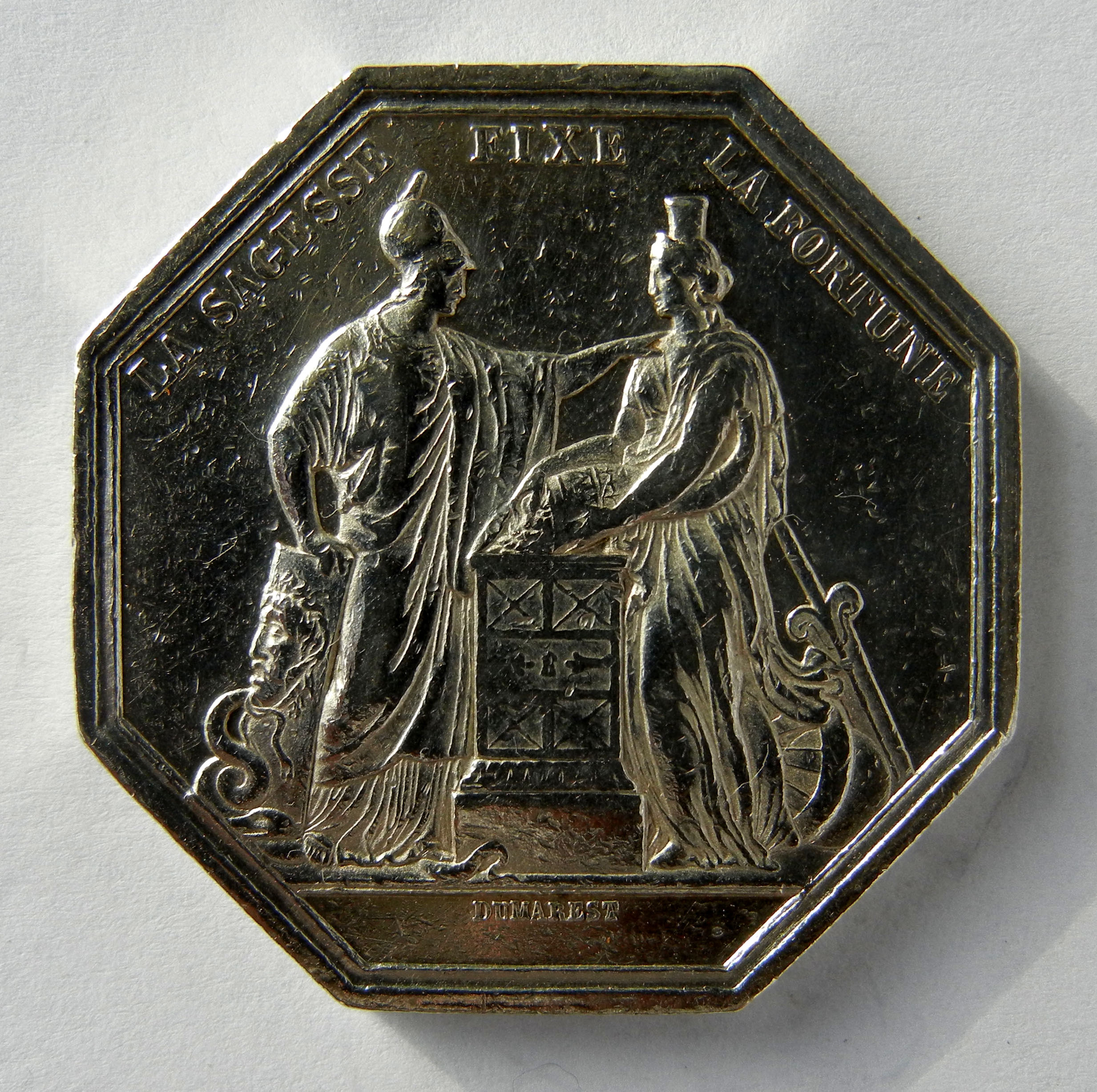
Banque de France An VIII (1799-1800). La Sagesse fixe la Fortune, médaille en argent, avers.
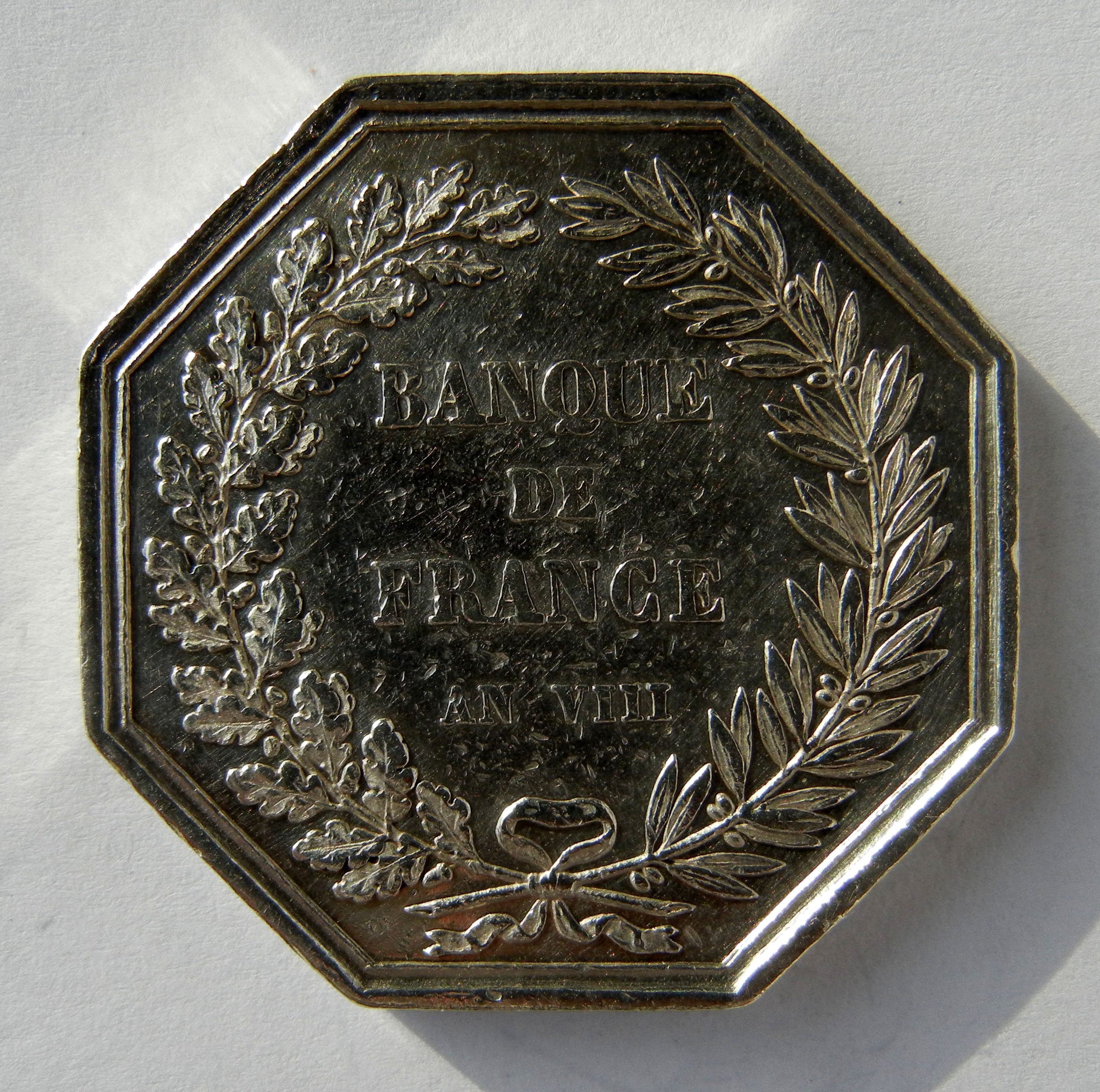
Banque de France An VIII (1799-1800). La Sagesse fixe la Fortune, médaille en argent, revers.

## Prix
Parmi les nombreuses prix que lui valurent ses médailles, il obtint le grand prix du concours de médailles de 1795 pour une médaille représentant la tête de Jean-Jacques Rousseau.

## Collections publiques
- Musée du vieux Saint-Étienne.